# 女皇訴杜阿爾特案
女皇訴杜阿爾特案（英語：R v Duarte，[1990] 1 SCR 30）是加拿大最高法院根據《加拿大權利與自由憲章》第8條就私隱權作出決定的主要案件。法院認為，無手令且秘密錄製私人通訊的影片違反了第8條。對話中只有一方的同意不足以成為合理的。

## 背景
馬里奧·杜阿爾特（Mario Duart）因與毒品有關的罪行正在接受警方調查。一名便衣警員安排在租來的公寓房間內與杜阿爾特會面，警方在那里安裝了攝影機。他對允許錄音的條文的合憲性提出質疑。原審法官同意了。官方提出上訴。
在Cory JA作出的一項判決中，安大略省上訴法院認為攝影機並未違反對享有私隱有的合理期望（reasonable expectation of privacy），因為攝影機可視為記憶的延伸。Cory認為這是延伸人類記憶的「一小步」，並援引美國較早的合眾國訴懷特案（United States v White）及洛佩茲訴合眾國案（Lopez v United States）作為依據。

## 法院的理由
作為過半數意見的大法官，La Forest J認為執法部門的秘密監察構成了不合理的搜查。他將這個問題描述為私隱權與「國家在推進執法責任時侵犯私隱權」之間的平衡。
在當前情況下，La Forest認為，對隱私的期望應該基於「被錄影的人在說話時，是否能夠合理地期望他的話只會被正在與他交談的人聽到」。

## 後續
作為對這一決定的回應，加拿大國會修訂了《刑事法典》，以納入關於電子截取通訊的條文，其中包括在未獲得同意的情況下的司法授權、「號碼記錄手令」及「追蹤手令」。

## 外部連結
- Full text of Supreme Court of Canada decision at LexUM （页面存档备份，存于） and CanLII （页面存档备份，存于）